# 林孔德巴倫廷

31°17′S 57°12′W / 31.283°S 57.200°W
林孔德巴倫廷（西班牙語：Rincón de Valentín），是烏拉圭的城鎮，位於該國西北部，由薩爾托省負責管轄，處於薩爾托東北面約78公里，始建於1868年，2011年該鎮人口為481。